# Аршба, Валерий Шалвович
Валерий Шалвович Аршба (абх. Валери Шалва-иҧа Аршба; род. 4 октября 1949, Ткварчели) — государственный и политический деятель Абхазии. Вице-президент Абхазии в 1995—2005 годах. Руководитель администрации президента Абхазии с 15 февраля 2005 года.

## Биография
С 1956 по 1967 год обучался в Ткварчельской первой средней школе.
В 1979 году окончил Мордовский государственный университет по специальности инженер-экономист. С 1972—1973 гг. — инженер-экономист, инженер по ТБ СУ «Ткварчелдоломитстрой».
Служба в Вооруженных силах в группе Советских войск в ЧССР.
С 1975 по 1977 годы работал заведующим отделом промышленности и транспорта редакции газеты «Ткварчельский горняк».
С 1977 по 1979 годы — научный сотрудник Абхазского института языка, литературы и истории им. Д. И. Гулия.
С 1979 по 1985 году — лектор, инструктор орготдела Сухумского городского комитета КПСС. С 1985 по 1991 гг. работал лектором, заведующим лекторской группы Абхазского областного комитета КП Грузии, кандидат в члены областного комитета партии. С 1991 по 1992 гг. — заведующий отделом редакции газеты «Республика Абхазия».
С 1993 по 1994 год — полномочный представитель Республики Абхазия в Республике Адыгея.
В 1994 году избран вице-президентом Республики Абхазия. Действительный член Академии Российской Энциклопедии. Председатель государственной комиссии по гражданству. Президент Федерации футбола Абхазии. Награждён медалью «За отвагу».
На выборах 2004 года был одним из кандидатов в президенты, но вследствие снял свою кандидатуру в пользу Сергея Багапша.
15 февраля 2005 года Бывший вице-президент Валерий Аршба указом президента непризнанной республики Абхазия Сергея Багапша назначен руководителем администрации президента.
Женат, отец четырёх детей.

## Награды
- Медаль «За отвагу» (Абхазия)
- Орден "Ахьдз-Апша" II степени